# Кръг преговори Доха

## Начало на кръга преговори
След провеждането на Уругвайския кръг преговори в рамките на ГАТТ през 2001 година в Доха, Катар се дава началото на нов кръг преговори в рамките на новосъздадената Световна търговска организация.
Декларацията от ноември 2001 на Четвъртата Министерска Конференция в Доха, Катар, дава мандат за преговори по набор от теми и допълнителни функции, включително въпросите, свързани с прилагането на действащите споразумения.
След неуспеха на преговарящите страни членки и генералния директор да доведат преговорите в рамките на Кръга до успешен завършек, на 24 юли 2006 г. преговорите бяха временно прекратени. Моментът на продължаването им не е определен.